# برتز
برتز (به ایتالیایی: Brez) یک کومونه در ایتالیا است که در ترنتینو واقع شده‌است.

## خصوصیات
برتز ۱۸٫۹ کیلومترمربع مساحت و ۸۰۱ نفر جمعیت دارد و ۷۹۲ متر بالاتر از سطح دریا واقع شده‌است.